# 魔法使的新娘
《魔法使的新娘》是山崎惟的日本漫畫作品。於2013年11月30日發售的《月刊Comic BLADE》2014年1月號開始連載，之後移至《月刊Comic Garden》2014年10月號連載中。2023年12月21日，新篇章改在武士道的新網站「コミックグロウル」開始連載。
故事講述天生具備魔力的孤獨少女羽鳥智世，成為非人類魔法使艾利亞斯·恩滋華斯的徒弟兼新娘，延伸出連串不可思議的經歷。
電視動畫於2017年10月7日起每日放送、東京都會電視台、AT-X等電視台播出。本作在2015年「這本漫畫真厲害！」入榜作品排名第二名，僅次於大今良時著作的《聲之形》，獲選2015年全國書店店員推薦漫畫第一名。2023年BookLive讀者票選奇幻漫畫第7名。2024年「BookLive!讀者票選」奇幻漫畫類第11名。

## 故事大綱
羽鳥智世是個無依無靠、沒有求生慾望和方法、一無所有的十五歲少女。卻被一名非人類的魔法使艾利亞斯·恩滋華斯以五百萬英鎊買下，並把她當成「徒弟」和「新娘」。智世心中停止已久的時間也開始慢慢地運轉……

## 登場人物
- 聲優DRAMA CD、動畫相同。

### 恩茲華斯家
羽鳥智世（Chise Hatori，聲：種崎敦美）
本作女主角。有著紅髮綠眼的日本少女，15歲。曾經擁有雙親和弟弟，父親帶著年幼的弟弟離家，母親在照顧她一段時間後在智世面前跳樓自殺，之後在親戚之間輾轉領養。直至15歲時被地下拍賣會找上並同意將自己作為商品出售，被艾利亞斯以500萬英鎊買下並請她做他的徒弟跟新娘。在日本因失蹤被登記死亡。
擁有被稱為「夜之愛子」（Sleigh Beggy）的特殊體質。會無意識或有意識的吸收和製造魔力，對肉體與器官造成巨大負擔，嚴重時會導致內出血或全身開放性傷口而陷入長時間昏睡甚至死亡，因此數量十分稀少。有時候就連張眼觀察事物都會造成魔力負擔。能直接用雙眼觀察到魔物與鄰居（精靈），艾利亞斯也說智世的這項能力在夜之愛子中非常少見。原本因為自身的異能和家庭離散而被眾人排斥疏遠，但在邂逅艾利亞斯後逐漸敞開心房和認識魔法界的人事物，喜歡艾利亞斯。與最初敵對的雅麗絲同為處於徒弟立場的「同伴」。她也成為了智世少數的友人之一。
在拍賣會事件由於吸收龍的黑魔法，導致左臂受詛咒異變。在學院篇以「旁聽生」的身分進入英國魔術師學院就讀。
智世在阿伊努語中代表的是「家」。其體質「夜之愛子」的名字典故取自曼島民間傳說的仙女（精靈）Sleigh Beggy。
艾利亞斯·恩茲華斯（Elias Ainsworth，聲：竹内良太、木下紗華（女性姿））
本作男主角。非人類的獸骨頭異類魔法使，人型為金髮男子（還曾變化過其它樣貌的人形）。對於魔術師、妖精們，分別有著「影之荊棘」(Thorn)、「裂噬之城」(Pilum Murialis) 的稱呼，特別是妖精王對他有「肉身軀殼的擁有者」(Real Anam)的獨稱，而也被其他人稱為「骨頭」、「影之棘」、「荊棘的魔法使」、「半吊子」，真實身分不明，擁有潛行在影子以及操控荊棘觸手的能力，本質上擅長破壞，因此不擅長淨化法術。根據片段情報，只知道「曾是精靈」、「影之眷屬」、「擁有肉體的異物」、「想成為人類的精靈」。喜歡智世，暱稱她「小狗（Puppy）」。討厭沒有魔力卻能看破本質的小孩。
實力非常堅強，連當地教會也不敢隨意對他出手。因過去犯下的錯跟教會達成協議，答應幫助教會解決棘手案件。但基本上並沒有打算被教會束縛，幫助教會也只是權宜之計而已。
基本上有被人類討厭的自知之明，所以對於智世周遭的一切時不時感到好奇。雖然在智世面前保持著冷靜且穩重的紳士性格，但缺乏人類的常識，有時想跟智世聊天也不知該說什麼，會把智世捲入一些奇怪的事件。在學院篇以魔法領域的「臨時教師」作為職位進入學院，同時也方便監視學院的一舉一動。
西魯基（Silkie，聲：遠藤綾）
居住在艾利亞斯家的家事妖精(Brownie)，穿著傳統無邊女帽和洋裝的美女。被其他人稱為「銀之君」、「銀花」。
原先是會為所屬家庭預告死訊的Banshee，但由於原本所屬的家庭成員皆死去，失去所屬之地，
之後在一次偶然的機緣下被轉化為「白絲侍女 (Silkie)」。
此外，她本身並不說話，與智世等人的溝通也僅限於表情及動作。但在單行本的封皮下有「西魯基的日記」，可以看出感情豐富的一面。
偶爾會做些小惡作劇，喜歡但不喜歡，一喝到優酪乳就會表現出憤怒的表情做家事。
路茲（Ruth，聲：内山昂輝）
智世在墓園遇到的墓守犬，英國傳說中的「黑犬」。舊名尤里西（ユリシィ），原本只是普通的黑狗，在飼主伊莎貝爾死後一直守在其墓旁，成為了守墓犬而化為妖精。認為伊莎貝爾是自己的妹妹，沒有自己是守墓犬的自覺，因此化成人類的姿態。在智世身上看到伊莎貝爾的影子，並自願與她締結契約，成為智世的使魔。與智世共享了彼此的一切，也會代替智世說出她由於顧慮而閉口不言的事情。
即使意識到自己已經是妖精，還是會有犬的本能，會忍不住追捕小動物、往智世（主人）身上猛撲等。
路茲在希伯來語中有「患難之交／哀傷的摯友（哀れみ深い友）」的意思。初登場時以青年的模樣現身，和智世締結契約後能依照情況迅速變化成犬型或人型，為了方便與智世一起行動，人形狀態改為和智世同齡少年的樣子。把智世當妹妹看待，嚴厲但是溫柔的照顧著。

### 附近的村民
賽門·卡拉姆（Simon Kalm，聲：森川智之）
艾利亞斯等人居住的村莊的神父。奉教會的命令，在本篇開始的十年前就監視著艾利亞斯。
不知為何被西魯基給討厭著。據本人所說與艾利亞斯成為了友人的關係。
相對地，艾利亞斯需要化身人形在外活動時所變化的容貌即是參考了他的模樣。
雖然賽門本身無法使用 魔法・魔術，但能夠看見妖精等「鄰人」的身姿。
有著「煞星（Jinx）」的體質，凡是吃過他親手做的食物的人都會因意外而死去。艾利亞斯的止咳藥的愛用者。
喬伊·葛蘭（Joel Garland，聲：梅津秀行）
因妻子已先辭世，獨自居住在艾利亞斯家所在村莊附近於有著玫瑰庭園家中的的初老男性。興趣是寫作與閱讀書籍並照料亡妻留下的薔薇。
年輕時透過家族介紹認識妻子，在某次照料自家薔薇花園其間偶然和蓮南希看對眼，此後對蓮南希念念不忘，將她作為創作靈感之餘渴望與其見面，但由於自身體質影響不太能看見妖精的存在。後來在智世和路茲尋找艾利亞斯期間，邂逅智世成為朋友，但喬伊已在不知情的情況被蓮南希吸收生命力。最終使用智世製作能看見妖精的靈藥「眼眸的祝福」，再度和蓮南希相會和道出多年的相思心聲後，在玫瑰的環繞之下自願將生命力獻給蓮南希而含笑而逝。
蓮南·希（Leanan Sídhe，聲：早見沙織）
會附在詩人身上，給予其才華但作為代價會吸取其鮮血的美麗「妖精」，別名「妖精戀人」。多年前被喬伊住家庭院所種植的美麗薔薇吸引，和前者對眼，對其產生興趣的有了情感但是蓮南希自身並不懂自己對他的感情，加著喬伊沒有拼死也要達成的目標，無法吸血也無法賦予對方才能，遂僅僅只是依偎在他身旁生活的這般狀態留在他的身邊。
智世和路茲尋找艾利亞斯期間，受智世的魔力影響，讓原本看不見妖精的喬伊短暫看見她的型態。後來喬伊不久於人世之際，透過艾利亞斯說明而獲知自己已不自覺吸收喬伊的生命力，獲得智世製作能看見妖精的靈藥「眼眸的祝福」兼用於喬伊身上，獲知對方長期以來對她的思念之情，為他的逝去悲働不已，見證了喬爾的死亡後仍然決定繼續留在喬伊的住家等待其歸來的一天。
由於喬伊在世時曾形容她有著紅醋栗般的瞳色，後來她亦將名字改為和紅醋栗的譯名「卡蘭特（Currant）」。
名字出自愛爾蘭民間傳說的同名角色Leanan sídhe。

### 艾利亞斯的朋友
安潔莉卡·巴蕾（聲：甲斐田裕子）
魔法使兼魔法機構(Magius Craft)的技師，從父親一代就和艾利亞斯有所接觸，是個優秀女性。父親是魔法機構的技師兼魔術師，由於自身僅有魔法使資質無法學習父親的作法，便透過自身摸索找到屬於自己的作法。過去在修行期間因為發生了失敗事故，導致雙臂殘留結晶化的痕跡，平常習慣配戴護臂遮掩結晶化的部分手臂。被艾利亞斯稱作:「寶石蜂」(Gems Bee)。
育有獨生女一位名為阿路西亞(艾爾希亞)的女孩。智世許多抑制魔力的道具都是出自她手。
林德爾（聲：浪川大輔）
魔法界別名為「白花之歌（echoes）」。居住在冰島的魔法使。
擔任龍之國的管理者。外表看似年輕，實際上比艾利亞斯還年長。喜歡惡作劇。
過去曾與馴鹿過著流浪生活，在途中收留了艾利亞斯。與艾利亞斯有著深厚的交情，是少數知道艾利亞斯過去的人，雖然說並沒有打算將艾利亞斯收為徒弟，把他當作朋友看待，但實際上也算是艾利亞斯的師傅。相當的關心智世更將她喚作「孫女」。亦曾親自指導智世製作她的第一根魔杖。
納威（聲：大友龍三郎）
龍之國裡存活五百多年的龍，擁有龍族共享情報網的能力和無懼的心，林德為培育林地而在其體內植入一枚樹種。智世和艾利亞斯造訪龍之國的期間，因為自知不久於世間，透過智世的魔力完整呈現和向她分享飛翔的夢，給與其啟示後留下「日後需要魔杖時，可取用自身轉化的樹枝」的訊息，便因為壽限已至轉變成一株菩提樹，成為智世製作第一根魔杖的木材。
喇合（聲：三石琴乃）
林德爾的師父也是數量稀少的魔法使之一，外型是左側配戴單片眼鏡的女子。獨自在某座小島上生活，好管閒事且喜歡為人取稱號，是當初給艾利亞斯和林德爾起稱號的人物，也是當初艾利亞斯學習人類行為的規範，指引著艾利亞斯往後生命前行的道路。
媞坦妮亞（聲：大原沙耶香）
從基督教傳到不列顛島前就存在的常青之國，統治常青之國（堤爾纳諾）的妖精女王，奧伯隆的妻子。將包括智世(夜之寵兒)在內的所有妖精都稱呼為自己的孩子，言行舉止宛如母親一般。個性奔放，連丈夫奧伯隆都為之愕然。
與奧伯隆同樣知曉艾利亞斯的根源，稱呼他為同族。並且再三提議讓艾利亞斯前往妖精之國居住。
奧伯隆（聲：山口勝平）
統治常青之國（堤爾納諾）以鹿角作為明顯特徵的妖精王，媞坦妮亞的丈夫。被艾利亞斯評為「腦袋不好」，被緹坦妮雅稱呼為「沒出息的丈夫」的遺憾之人。個性自由奔放，不被任何事物所束缚，似乎深愛著自己的妻子。
喜歡惡作劇並附加了被虐體質，受到緹塔妮亞所驅使的獵犬們啃咬而感到愉悅。不過他希望的似乎是緹塔妮亞親自下達懲罰。
偶爾也會混雜著能讓人感受到身為王的聰明言語且具王者風範的對應方式。
丘之防人（聲：安元洋貴）
媞坦妮亞與奧伯隆身邊手持杖的隨從，身材矮小，侍奉緹塔妮亞的妖精。排斥著身為不完全存在的艾利亞斯，從未對他有過友善的發言。對於其他的妖精會視作親人般對待，會替失去了憑依家庭的報喪女(Banshee)尋找介紹新的家庭而後來成為了艾利亞斯家裡的白絹侍女(Silky)。身旁總是有著黑妖犬(Black Dog)跟隨。
夏儂（聲：下田麻美）
居住於妖精國度的女醫生，原本就是名妖精，只因在出生後不久隨即被與人類的孩子互換，被撫養成年的「交換之子」(Changeling)。平常對待病患親切，但對於做出出格行為的夏納翰則會出手教訓對方。在人類世界生活半世紀後回歸妖精國度生活，和從人類轉化的丈夫夏納翰結婚。智世待在妖精國度養傷期間，看透了智世的內心真實，為了激起她的求生意念便採取了激烈手段讓智世能主動找回生存的意志。
夏納翰（聲：內田雄馬）
夏儂的丈夫，另一位「交換之子」(Changeling)，被妖精撫養的成年人類。由於長時間待在妖精國度生活，變成了上半身人型、下半身為狼的半人姿態。經常因為突如其來的舉止被夏儂教訓。

### 魔術師
連富烈德（Renfred，聲：日野聰）
全名是米海爾·連富烈德（Michael Renfred）。以厭惡魔法使聞名的獨臂魔術師。
其實具有一半的俄國血統。與艾利亞斯為舊識。
在初登場前被卡塔菲爾斯強迫協助他的實驗，於此期間與艾利亞斯及智世對立。
關切著身為人類的智世，希望智世能夠進入學院（College）。
與身為護衛的雅麗絲之間也有著魔術師的師徒關係。有著毫不留情地給予胡來的雅麗絲一擊的嚴厲的一面。
多年前收養被雙親強迫販毒的雅麗絲兼收為徒弟。在某次為了保護不慎翻開書籍、放出封印魔物的雅麗絲，導致左臉受傷和殘留不可痊癒的傷疤。
被卡塔菲勒斯強迫協助他的實驗，於此期間與艾利亞斯及智世形成對立。
關於艾利亞斯的過去，連富烈德在漫畫中初次提及。由此可得知他們已相識多年。
雖然連富烈德的形象相當嚴肅，但意外地在酒醉後會變得愛哭與發牢騷，一旦打開了話匣子便會持續消極的發言。
對於魔法使們能夠知曉的另一個世界的型態，連富烈德會抱持著自身的信念去探索。
知曉與智世相遇之前的艾利亞斯，連富烈德從會聽取智世請求的艾利亞斯身上感受到了變化。
雅麗絲/艾莉絲（Alice，聲：田村睦心）
連富烈德的徒弟兼護衛的見習魔術師。年幼時長期被雙親強迫餵食了毒品，最終成為了販賣毒品的街童。
因此，對於尋獲並收養自己的連富烈德抱有強烈的敬愛之情。
初期與智世敵對，後來因為自身的遭遇與年齡相近而成為了朋友。
由於擁有一頭金髮而受到妖精喜愛。有著以纖細高挑的外貌無法想像的大胃口，與倫弗雷德的酒醉後愛哭一同，師徒兩人都有著意外的一面。
無論是護衛與徒弟都是自己所決定的道路，對此感到自豪的雅麗絲，在被詢問生存方式時以充滿年輕人風範的台詞回覆。
阿道夫·斯特勞德（Adolf Stroud，聲：鈴村健一）
擔任事務職員的學院(College)相關人士，德國出身的魔術師，連富烈德的後輩[其實比他大非常多]。
據阿道夫所說，林德爾為他最初的師父，有著以成為魔法使為目標而拜師的過往經歷，也因此與林德爾的使魔梅利托里(Merrturi)相識。在與林德爾離別後阿道夫對於依舊相當仰慕。
托里·英尼斯（Tory Innis，聲：小西克幸）
與阿道夫同為學院(College)的相關人士，對魔法使進行著研究的魔術師。美國人。
擁有會為了自身目的而忽略社交辭令的自由奔放性格。作為一位優秀的魔術師，度過著鑽研自身的研究以及培育後進的日常生活。
且對身為夜之愛子的智世很感興趣，故初次見面還未打招呼時便托住了她的臉開始觀察。好奇心旺盛，雖說尚未達到「為達目的不擇手段」的程度，但也是個行動奔放不受常識拘束的隨興之人。

### 學院
露西·韋伯斯特（聲：津田美波）
學院的女學生，同時是塞斯的妹妹。黑色長髮為其特徵。說話語氣強硬，經常與他人保持距離。在智世進入學院求學期間成為她的室友。
菲洛美拉·薩堅特（聲：河瀨茉希）
學院的女學生，紫色的長髮和雙瞳為其特徵。個性內向靦腆，對服侍家庭的千金很依賴。
李安·史克利姆久（聲：山下誠一郎）
學院的男學生，同時是「七盾」裡司掌「守護」家族的嫡長子，個性冷靜嚴肅。
佐伊·埃比（聲：小林大紀）
學院裡和智世同為新生的男學生，綠色的波浪型頭髮為其特徵。實際上是人類魔術師和蛇髮女妖的混血兒，平常習慣配戴耳機壓制蛇髮女妖的魔力。
薇洛妮卡·里肯巴克（聲：上田麗奈）
學院的女學生，同時是「七盾」裡司掌「醫療」家族的女兒。金色的長髮為其特徵。待人有禮，經常面帶笑容。
艾薩克·法烏拉（聲：西山宏太朗）
學院的男學生，庶民家族出身，個性聰明體貼，經常用兜帽遮住自己的雙眼。
紫羅蘭・聖喬治（聲：山下大輝）
学院里的男学生，与茉莉・圣乔治是双胞胎，同时是「七盾」里使役「弑兽」家族的孩子。
茉莉・聖喬治（聲：田中美海）
学院里的女学生，与紫罗兰・圣乔治是双胞胎，同时是「七盾」里使役「弑兽」家族的孩子。
梅伊・阿特兀德（聲：內山茉莉）
艾波・阿特兀德（聲：夏谷美希）
納魯西斯・摩姆（聲：鳥海浩輔）
萊札・庫威萊（聲：小山茉美）
莉茲貝絲・薩堅特（聲：定岡小百合）
貝雅托莉斯・班恩
索菲雅・希理
羅伊・托魯曼
馬汀・錢德勒
凱文・佛布斯
拉薩拉斯・麥高凡

### 其他的妖精
艾瑞爾/艾莉爾（Ariel，聲：內藤有海、藤原夏海）
風之妖精。智世的「鄰人」。擅長淨化法術。曾經試圖誘導智世踏進妖精王國，被艾利亞斯及時制止。
在「烏爾塔」篇中協助了將淤泥淨化的智世等人。由於與核心的米娜對談後智世的選擇，在將淤泥變化為花朵並以乘風而飛的魔法顯現之際借予了她力量。
雨果（Hugo，聲：久野美咲）
水之妖精，沃賈諾伊(Vodyanoy)。安潔莉卡在談話中提到了他「雖然喜歡惡作劇但也會工作」。身為所屬於魔法機構(Magius Craft)的安潔莉卡的使魔，擅長協助道具的製作。在安潔莉卡將當前手頭的物品交給智世時，也協助了道具的微調。
威爾・沃威斯普（Will O' The Wisp，聲：石田彰）
外型矮小穿著連帽斗篷和手持提燈杖，棲息於墓地與森林的青火妖妖精，別名「蒼火」。
專門出現在墓地和森林迷惑人類，同時能夠引導死者的靈魂。
「黑妖犬」篇中，當智世、艾利亞斯、路茲(智世的使魔)遭遇卡達飛爾斯時現身解危。此外，也促使了忘記自身職責的路茲(Ruth)恢復守墓犬(Church Grim)的自覺，在事件最後將被改造成嵌合獸的伊莎貝爾魂魄引渡至冥界。
梅利托里（Merrturi）
林德爾的使魔，妖精・海豹人(Selkie)。平時為近似年幼人類的外貌，但也能夠變化為海豹的姿態。多半會代替無法離開龍之國的林德爾，向智世與阿道夫傳達要事。
性格容易與人親近，經常會爬上智世的頭頂或是阿道夫的膝蓋。
海塞爾（Hazel）
上半身為人類，下半身為馬類的人馬(Centaur)妖精。憑藉其腳程經營著貨運業。以榛樹的枝條在古老的岩石上敲擊12次即可進行委託。
由於施加了咒語，僅有魔法使能夠察覺到他的姿態。也有向為了聖誕禮物而煩惱的智世與艾莉絲提供建議的親切的一面。

### 其他
塞斯（Seth Noel，聲：諏訪部順一）
在魔法使與魔術師舉辦之地下拍賣會的相關人士。學院學生露西的兄長。能夠看見非人的存在，智世將自己於地下拍賣會上當做商品展出時，擔當其中的仲介代理人。此外，智世能夠說英語也是拜他所賜。魔法家庭出身，但因為欠缺魔力資質和對家庭事業缺乏興趣，離開原生家庭。但他本身究竟是魔術師或是魔法使則仍舊不明。
卡達飛爾斯／約瑟夫（Cartaphilus/Joseph，聲：村瀨步）
性別男，由約瑟夫與被神詛咒的卡達飛爾斯，以第一人稱在「おれ」與「僕(ぼく)」之間輪替，可見有如雙重人格般的症狀，兩人合而為一的存在。為了自身目的，試圖收集了「烏爾塔的淤泥」、毫無自覺的「守墓犬(Church Grim)」與「幼龍」等事物。為了完成「不痛苦的生存下去」的目的，究竟會考慮採取何種手段，目前不得而知。
外表看似年幼的小孩，在魔術師之間被稱作「流浪的猶太人」的存在。過去曾是嘲弄耶穌被押往釘十字架路上向祂丟石頭的其中一人，因而被耶穌下咒長生不老直到最後的審判， 即使對頭部開槍射擊也不會死亡，手腕被切斷也能再生，但還是有著痛覺的樣子。
語氣看似天真無邪，卻沒有倫理道德的觀念，像是唆使馬修殺害貓製作魔藥、肆意的殺害無關的一般人、以死逼迫連富烈德與雅麗絲收集魔物等等。為達成自己的目的，即使要因此犧牲無辜之人也毫不猶豫。被艾利亞斯說是「有著人類外形的怪物」。
「灰之眼」（Ashen Eye，聲：中田讓治）
年齡：？？？，出身地：？？？，身高：169cm，體重：？？？，種族：？？？，性別：中性
生存了數千年，偶爾會與艾利亞斯有所往來的非人者。有四隻手臂，智世說他聞起來像沙子。
給予智世能回應心中的期望的狼人毛皮、擄走了與史黛拉爭吵的伊森，不帶惡意地擾亂智世與艾利亞斯周遭秩序的詐欺師（Trickster）。在與艾利亞斯的對話中可得知，他似乎知曉艾利亞斯的出身，也似乎跟智世的祖先有過節。
透過護符之石所見到的灰眼的姿態為有著焦點不定的3隻眼與大口的非人存在，即使如此他也顯得十分詭異。與卡達飛爾斯有短暫的合作關係。
三浦理一（聲：櫻井孝宏）
OVA原創角色。自稱森林的魔法使，是個總是面帶笑容和喜愛書籍的年輕人，過去（推測應為大正時代）曾和新倉真弓小姐有過曖昧情感關係，但礙於身分差距導致雙方未能成為戀人。迷失到森林的圖書館，因為圖書館獨特的結界讓他與外界隔離。過去陪伴過8歲的智世一段時間，將《孤單一人的星之子》送給智世後，把她送出圖書館。沒想到智世沒有借書證後，也可以回到圖書館。但因智世忘了關門讓怪物跑進來，造成圖書館被毀，自己也身受重傷，死前吩咐智世把書還給新倉真弓小姐。
阿路西亞·巴蕾（Althea Varley，聲：朝井彩加）
安潔莉卡與大衛所生的獨生女，繼承了母親安潔莉卡所擁有的魔法使的素質。現在似乎自安潔莉卡那裡接受魔法使的修行。但是作為魔法機構(Magius Craft)的修行則不明。
大衛·巴蕾（David Varley）
安潔莉卡的丈夫，普通的人類。在超過20年以前與安潔莉卡相遇後，在經過10年以上的期間持續說服她的結果，使得兩人終於結婚的熱情之人。與安潔莉卡育有獨生女的艾爾希亞。雖然總是需要去面對壽命上的差異，即使如此他還是選擇了與家人同在。
莫莉（Molly，聲：佐久間玲）
烏魯塔魯的現任貓國領導者，特徵為異色瞳。生存到了最後的第九條生命。雖然討厭魔術師，但為了解決被封鎖在池塘的意識殘留體和保護飼主，派遣加斯帕迎接智世和艾利亞斯請求兩者協助此事。
馬修&米娜（Matthew & Mina，聲：上村祐翔（馬修）、沼倉愛美（米娜））
智世偶然遇見的意識殘留體化身。生前本為一對恩愛的人類夫妻，因為米娜長期身體虛弱，以至於馬修為了尋找秘方治癒米娜的疾病，被卡達飛爾斯教唆殘殺貓類試圖製成治癒米娜的魔藥，卻導致服用魔藥的米娜回天乏術且身體殘渣化，成為殘渣體的核心。受此事打擊的馬修從此發狂殺害貓類，最終被時任貓國王為首的貓群反抗殺死。時任貓王遂犧牲自己的性命，將結合為一體的兩者封鎖在一處池塘中央的小島。後來智世接觸及米娜的意識得知前因後果，經由艾利亞斯指導為兩者駐留的池塘實行淨化儀式，最終智世在一片意識空間見及恢復生前模樣的馬修和米娜，米娜向智世表達感激之情後便隨同馬修消失。
伊莎貝爾（Isabel，聲：種崎敦美）
路茲轉化成墓守犬前的飼主，已故。生前的容貌酷似智世，擁有紅髮碧眼的伊莎貝爾，討厭自己的髮色和瞳色。後來被馬車意外撞死，遺體則被卡達飛爾斯改造成嵌合獸，最終被和智世締結契約的路茲親手了結。
加百列（聲：五十嵐裕美）
OVA原創角色。因身體不佳而隨雙親搬到鄉下的男孩，渴望知己。喜歡打磨石頭，意外撿到迷之青年所寄宿的石頭。
迷之青年（聲：市川蒼）
OVA原創角色。真實身分為狂獵(Wild hunt)的領路人，由於與馬匹分開、失去記憶而被加百列目擊後與馬匹見面恢復記憶，帶領狂獵時魅惑了加百列，欲帶他一同前往安息之地並捨棄肉體，不過被智世所阻止。
據艾利亞斯所述，季節輪換二三十次時，夏至會有一場暴風雨，而獵團會現身並帶來死亡的氣息，去除衰敗的草木以促使新生。本次狂獵寄宿在古戰場遺址中，因雷擊而造成領路人被分開，使得狂獵不受控制，導致森林的混亂與智世的身體不適。

## 用語
夜之愛子（Sleigh Beggy）
擅長生產、吸收魔力的存在。身體裡的魔力很容易吸引魔和妖。雖然珍貴，但並不罕見，因為太過容易產生與吸收魔力，使得身體的器官難以承受而大多短命，也因為這樣的特性而受到魔術師的覬覦，一旦被抓到，到死為止都要一直被實驗折磨。少數的「夜之愛子」（例如智世）能夠直接看見妖精。
妖精
基本上是人類看不到也感覺不到的存在。持有魔力，有時會將魔力借給魔法使。妖精通常不喜歡被稱呼為「妖精」，反而喜歡被稱呼為「鄰居」、「鄰人」、「好朋友」。妖精居住的地方依據個體、族群特性等而異，有些妖精會居住僅有妖精或持有魔力之人才能涉足的「妖精之國」，人類若長期待在「妖精之國」會導致身體異變。
魔法使
借用妖精、精靈、幽靈、惡魔的力量，干涉法則引發奇蹟者。比起普通人屬於生命力頑強的長命族群。
魔女
另一種魔法使。透過聚會和儀式互助。較擅長詛咒類的魔法。
魔術師
用名為魔術的科學，將自己體內的能量轉化為魔力並引發類似魔法現象之人。
魔法機構
負責製作生產要將魔力變成動力所需的各種道具的組織。
流浪的猶太人
傳說中被因為對《神之子》丟石頭而被詛咒，不老不死，在紀元前就已經存在。

## 出版書籍

### 漫畫
魔法使的新娘
| 冊數 | Mag Garden    | Mag Garden             | Mag Garden                                    | 東立出版社     | 東立出版社             |
| 冊數 | 發售日期      | 通常版 ISBN            | 限定版 ISBN                                   | 發售日期       | ISBN                   |
| ---- | ------------- | ---------------------- | --------------------------------------------- | -------------- | ---------------------- |
| 1    | 2014年4月10日 | ISBN 978-4-8000-0284-6 | 不適用                                        | 2015年1月9日   | ISBN 978-986-382-268-4 |
| 2    | 2014年9月10日 | ISBN 978-4-8000-0361-4 | ISBN 978-4-8000-0354-6                        | 2016年5月25日  | ISBN 978-986-382-269-1 |
| 3    | 2015年3月10日 | ISBN 978-4-8000-0422-2 | ISBN 978-4-8000-0420-8                        | 2016年6月24日  | ISBN 978-986-431-364-8 |
| 4    | 2015年9月20日 | ISBN 978-4-8000-0498-7 | ISBN 978-4-8000-0484-0                        | 2016年10月14日 | ISBN 978-986-462-228-3 |
| 5    | 2016年3月10日 | ISBN 978-4-8000-0547-2 | ISBN 978-4-8000-0510-6                        | 2016年12月23日 | ISBN 978-986-348-302-1 |
| 6    | 2016年9月10日 | ISBN 978-4-8000-0565-6 | ISBN 978-4-8000-0565-6                        | 2017年7月6日   | ISBN 978-986-482-025-2 |
| 7    | 2017年3月10日 | ISBN 978-4-8000-0658-5 | ISBN 978-4-8000-0566-3                        | 2018年1月29日  | ISBN 978-986-482-993-4 |
| 8    | 2017年9月8日  | ISBN 978-4-8000-0713-1 | ISBN 978-4-8000-0567-0                        | 2018年7月17日  | ISBN 978-986-486-885-8 |
| 9    | 2018年3月24日 | ISBN 978-4-8000-0747-6 | ISBN 978-4-8000-0727-8                        | 2019年6月4日   | ISBN 978-957-26-1004-6 |
| 10   | 2018年9月10日 | ISBN 978-4-8000-0794-0 | ISBN 978-4-8000-0785-8                        | 2019年8月9日   | ISBN 978-957-26-2107-3 |
| 11   | 2019年3月9日  | ISBN 978-4-8000-0837-4 | ISBN 978-4-8000-0827-5                        | 2020年7月17日  | ISBN 978-957-26-3150-8 |
| 12   | 2019年9月10日 | ISBN 978-4-8000-0890-9 | ISBN 978-4-8000-0852-7 ISBN 978-4-8000-0853-4 | 2021年1月14日  | ISBN 978-957-26-4572-7 |
| 13   | 2020年3月10日 | ISBN 978-4-8000-0945-6 | ISBN 978-4-8000-0928-9                        | 2021年9月9日   | ISBN 978-957-26-5112-4 |
| 14   | 2020年9月10日 | ISBN 978-4-8000-1008-7 | ISBN 978-4-8000-0967-8                        | 2022年5月6日   | ISBN 978-957-26-6028-7 |
| 15   | 2021年3月10日 | ISBN 978-4-8000-1055-1 | ISBN 978-4-8000-1025-4                        | 2023年8月11日  | ISBN 978-957-26-6792-7 |
| 16   | 2021年9月10日 | ISBN 978-4-8000-1128-2 | ISBN 978-4-8000-1084-1                        | 2024年8月9日   | ISBN 978-957-26-8019-3 |
| 17   | 2022年3月10日 | ISBN 978-4-8000-1183-1 | ISBN 978-4-8000-1085-8                        |                |                        |
| 18   | 2022年9月9日  | ISBN 978-4-8000-1240-1 | ISBN 978-4-8000-1086-5                        |                |                        |
| 19   | 2023年3月10日 | ISBN 978-4-8000-1302-6 | ISBN 978-4-8000-1276-0                        |                |                        |

魔法使的新娘 詩篇.75 閃電傑克與妖精事件
原作：，作畫：，監修：
| 冊數 | Mag Garden    | Mag Garden             | 東立出版社    | 東立出版社             |
| 冊數 | 發售日期      | ISBN                   | 發售日期      | ISBN                   |
| ---- | ------------- | ---------------------- | ------------- | ---------------------- |
| 1    | 2019年9月10日 | ISBN 978-4-8000-0892-3 | 2020年12月3日 | ISBN 978-957-26-4827-8 |
| 2    | 2020年3月10日 | ISBN 978-4-8000-0947-0 | 2023年3月31日 | ISBN 978-957-26-4828-5 |
| 3    | 2020年9月10日 | ISBN 978-4-8000-1009-4 |               |                        |
| 4    | 2021年3月10日 | ISBN 978-4-8000-1056-8 |               |                        |

魔法使的新娘 詩篇.108 魔術師「青」
原作：三田誠，作畫：，監修：
| 冊數 | Mag Garden     | Mag Garden             | 東立出版社     | 東立出版社             |
| 冊數 | 發售日期       | ISBN                   | 發售日期       | ISBN                   |
| ---- | -------------- | ---------------------- | -------------- | ---------------------- |
| 1    | 2019年9月10日  | ISBN 978-4-8000-0893-0 | 2020年10月26日 | ISBN 978-957-26-4825-4 |
| 2    | 2020年3月10日  | ISBN 978-4-8000-0948-7 | 2023年2月10日  | ISBN 978-957-26-4826-1 |
| 3    | 2020年9月10日  | ISBN 978-4-8000-1010-0 | 2023年9月4日   | ISBN 978-957-26-9454-1 |
| 4    | 2021年3月10日  | ISBN 978-4-8000-1057-5 |                |                        |
| 5    | 2021年9月10日  | ISBN 978-4-8000-1129-9 |                |                        |
| 6    | 2022年3月10日  | ISBN 978-4-8000-1184-8 |                |                        |
| 7    | 2022年9月9日   | ISBN 978-4-8000-1241-8 |                |                        |
| 8    | 2023年4月10日  | ISBN 978-4-8000-1305-7 |                |                        |
| 9    | 2023年10月10日 | ISBN 978-4-8000-1377-4 |                |                        |
| 10   | 2024年9月10日  | ISBN 978-4-8000-1429-0 |                |                        |

### 其他
- 公式副讀本 Supplement

| 冊數 | Mag Garden     | Mag Garden             | 東立出版社    | 東立出版社             |
| 冊數 | 發售日期       | ISBN                   | 發售日期      | ISBN                   |
| ---- | -------------- | ---------------------- | ------------- | ---------------------- |
| 1    | 2017年7月10日  | ISBN 978-4-8000-0680-6 | 2018年8月1日  | ISBN 978-957-26-0369-7 |
| 2    | 2018年9月10日  | ISBN 978-4-8000-0734-6 | 2021年4月29日 | ISBN 978-957-26-0370-3 |
| 3    | 2023年10月10日 | ISBN 978-4-8000-1373-6 |               |                        |

- 公式原作導讀 Merkmal

| 冊數 | Mag Garden    | Mag Garden             | 東立出版社    | 東立出版社             |
| 冊數 | 發售日期      | ISBN                   | 發售日期      | ISBN                   |
| ---- | ------------- | ---------------------- | ------------- | ---------------------- |
| 全   | 2017年8月10日 | ISBN 978-4-8000-0681-3 | 2018年2月22日 | ISBN 978-957-260-371-0 |

## 動畫
2016年3月WIT STUDIO公開PV，以《魔法使的新娘 等待繁星之人》為標題，內容為原案的、前傳性質的完全原創動畫。原創動畫分為前、中、後全三篇，分別收錄於漫畫第6－8冊特裝版，內容講述的是智世與艾利亞斯相遇前的小時候的回憶。
2017年10月推出本傳動畫《魔法使的新娘》。
2021年開始推出原案的新動畫企劃《魔法使的新娘 西方少年與青嵐騎士》，分為前、中、後全三篇，分別收錄於漫畫第16－18冊特裝版，製作公司由前作的WIT STUDIO變更為Studio Kafka。
2023年4月，本傳第二季開始播放，製作公司為Studio Kafka。

### 製作人員
- 原作：
- 系列構成：長沼範裕（第一期、等待繁星之人）
- 監督：長沼範裕（第一期、等待繁星之人）；寺澤和晃（第二期）
- 劇本：高羽彩（第一期、等待繁星之人）；高羽彩、米内山陽子、西中千晶（第二期）
- 人物設計：加藤寛祟
- 副人物設計：橫田匡史
- 道具設計：長谷川早紀、幸田直子
- 美術監督：竹田悠介（第一期、等待繁星之人）；田村せいき（第二期）
- 美術設定：豬瀨幸惠、田村盛揮、日高綾美、竹田悠介
- CGI指導：須貝真也（第一期、等待繁星之人）；宮地克明（第二期）
- 編輯：今井大介
- 音樂：松本淳一
- 音樂製作：Flying DOG
- 動畫製作人：長谷川博哉
- 動畫製作：WIT STUDIO（第一期、等待繁星之人）；Studio Kafka（第二期）
- 企劃：Production I.G（等待繁星之人）
- 製作：Production I.G（等待繁星之人）；魔法使いの嫁製作委員会（第一期、第二期）

### 主題曲
| 標題                                    | 主唱                     | 作詞          | 作曲       | 編曲              | 播放話數      |           |           |           |           |
| OVA主題曲                               | OVA主題曲                | OVA主題曲     | OVA主題曲  | OVA主題曲         | OVA主題曲     | OVA主題曲 | OVA主題曲 | OVA主題曲 | OVA主題曲 |
| --------------------------------------- | ------------------------ | ------------- | ---------- | ----------------- | ------------- | --------- | --------- | --------- | --------- |
| CLOCKWORK QUICK AND LIGHTNING SLOW      | Julia Shortreed          | Chris Mosdell |            |                   |               |           |           |           |           |
| 電視動畫片頭曲                          |                          |               |            |                   |               |           |           |           |           |
| Here                                    | JUNNA                    | 岩里祐穗      | 白戶佑輔   | 白戶佑輔          | 第一季1 - 12  |           |           |           |           |
| You                                     | May'n                    | 岩里祐穗      | 中野領太   | NAOKI-T           | 第一季13 - 24 |           |           |           |           |
| Dear                                    | JUNNA                    | 岩里祐穗      | 白戶佑輔   | 白戶佑輔          | 第二季1 - 12  |           |           |           |           |
|                                         | JUNNA                    | 石川智晶      | 石川智晶   | 白戶佑輔          | 第二季13 - 24 |           |           |           |           |
| 電視動畫片尾曲                          |                          |               |            |                   |               |           |           |           |           |
| 環-cycle-                               | 糸奇はな                 | 小峰公子      | 吉良知彥   | 上野洋子 吉良知彥 | 第一季1 - 12  |           |           |           |           |
|                                         | AIKI & AKINO from bless4 | 岩里祐穗      | 白戶佑輔   | 白戶佑輔          | 第一季13 - 23 |           |           |           |           |
| The Legend of "The Ancient Magus Bride" | Jessica                  | Jessica       | 松本淳一   | 松本淳一          | 第一季24      |           |           |           |           |
| 無伴奏                                  | edda                     | 岩里祐穗      | 白戶佑輔   | 白戶佑輔          | 第二季1 - 12  |           |           |           |           |
| fam                                     | 遊遊                     | 遊遊          | 毛蟹       | 毛蟹、Iruma Rioka | 第二季13 - 24 |           |           |           |           |
| 電視動畫插入曲                          |                          |               |            |                   |               |           |           |           |           |
|                                         | 坂本美雨                 | 坂本美雨      | 坂本美雨   | haruka nakamura   | 第一季3       |           |           |           |           |
|                                         | KOCHO                    | 新田目翔      | 新田目翔   | 新田目翔          | 第一季5       |           |           |           |           |
|                                         | KOKIA                    | KOKIA         | KOKIA      | 江口貴勅          | 第一季6       |           |           |           |           |
|                                         | 北條響                   | 岩里祐穗      | 南田健吾   | 南田健吾          | 第一季8       |           |           |           |           |
|                                         | 竹中大地                 | 白戶佑輔      | 白戶佑輔   | 白戶佑輔          | 第一季11、12  |           |           |           |           |
| Here                                    | JUNNA                    | 岩里祐穗      | 白戶佑輔   | 白戶佑輔          | 第一季12      |           |           |           |           |
| Rose                                    | Kaco                     | Kaco          | Kaco       | 川田瑠夏          | 第一季14      |           |           |           |           |
|                                         | 新居昭乃                 | 新居昭乃      | 新居昭乃   | 保刈久明          | 第一季18、24  |           |           |           |           |
| Story                                   | コトリンゴ               | コトリンゴ    | コトリンゴ | コトリンゴ        | 第一季22      |           |           |           |           |
|                                         | 山本晃                   | 岩里祐穗      | 椿山日南子 | 椿山日南子        | 第二季22      |           |           |           |           |

### 劇集列表
| 1 | 四月豪雨帶來五月繁花 April showers bring May flowers.           | 高羽彩     | 長沼範裕   | 金森陽子                   | 井川麗奈 | 2017年 10月7日 |
| 羽鳥智世是被社會排斥並淪為奴隸的孤兒，魔法使艾利亞斯出價500萬英鎊買下並收她為徒。智世搬到新家，在她盥洗時，妖精們向她打照面，並表示她具有罕見的「夜之愛子」的體質，會不自覺吸引魔法生物。當晚，妖精引誘智世進入森林，但被智世拒絕，艾利亞斯現身後揭穿妖精們的陰謀，並在帶智世回家時表示希望智世成為他的妻子。 |                                                                 |            |            |                            | |                |
| 2 | 把握今日勝於兩個明天 One today is worth two tomorrows.          | 高羽彩     | 長沼範裕   | 野亦則行                   | 山中正博 | 10月14日       |
| 艾利亞斯帶智世到魔法使商店，擅長製作魔法工具的店長安潔莉卡傳授魔法和魔術的基本概念給智世，而智世也在安潔莉卡的使魔雨果的幫助下把水晶變成花。智世憶起和母親在田裡的過往，導致安潔莉卡的工作室佈滿水晶花，所幸艾利亞斯阻止了魔法。兩人返家後遇見神父賽門，賽門要求艾利亞斯解決三個案子，作為教會長期放任艾利亞斯自由行動的條件。在解決案子時，智世在冰島被魔法使林德爾綁架。 |                                                                 |            |            |                            | |                |
| 3 | 天道無私 The balance distinguishes not between gold and lead.   | 高羽彩     | 長沼範裕   | 二宮壯史                   | 高部光章、片山貴仁 | 10月21日       |
| 智世在龍的巢穴甦醒，遇到名為納文叔叔的巨龍，年邁的牠正在步向死亡並變成一棵樹，但牠並不懼死亡。牠窺視了智世的記憶，並慶幸她沒有因為孤獨而輕生，而是和艾利亞斯相遇。在納文分享自己對天空的記憶後，牠化為一株菩提樹，並告訴智世若需要魔杖，可取走牠的一根樹枝。智世對如此安詳的死亡感到羨慕，但她因分享記憶時過度消耗魔力而暈厥。 |                                                                 |            |            |                            | |                |
| 4 | 事皆有始 Everything must have a beginning.                      | 高羽彩     | 中村孝     | 北井嘉樹                   | 西畑亞由美、長谷川早紀 | 10月28日       |
| 智世在火車上醒來，她和艾利亞斯在貓使者的引領下見到貓國王莫莉。莫莉表示多年前一個嗜殺貓的人被第一任貓國王殺死，他腐化的靈魂被困在島上難以散去。在智世施法淨化邪靈時，她被魔法使連富烈德和他的徒弟雅麗絲阻止，連富烈德譴責艾利亞斯利用了智世，並隱瞞關於夜之愛子壽命不長的真相。 |                                                                 |            |            |                            | |                |
| 5 | 真愛無懼足以戰勝一切 Love conquers all.                         | 高羽彩     | 中村孝     | 國崎友也                   | 長谷川早紀、井川麗奈 | 11月4日        |
| 雅麗絲解釋夜之愛子能不斷吸收產生魔力，並會因此早逝。連富烈德聲稱要還智世自由，但智世表示自己並沒有被艾利亞斯控制，而艾利亞斯也趕走了連富烈德師徒。之後智世了解了腐化靈魂的過往，得知他聽信魔法使的說詞，殺死大量的貓以製作藥水，卻害愛妻蜜娜溶解成液體，而他也因此被貓國王殺死。蜜娜希望智世消滅他們的靈魂，但智世卻驅使妖精的風，讓她和丈夫前往來世。 |                                                                 |            |            |                            | |                |
| 6 | 妖精女王 The Faerie Queene.                                     | 高羽彩     | 長沼範裕   | 鈴木拓磨                   | 湯本佳典、西畑亞由美 | 11月11日       |
| 艾利亞斯表示智世的壽命約剩三年，但他已經有應對計畫，而智世也承諾會一直待在他身邊。之後智世昏迷了兩週，期間艾利亞斯讓她在森林裡恢復魔力。妖精王奧布朗和妖精女王媞泰妮亞駕臨該地，奧布朗喚醒智世，對她和艾利亞斯是否有子嗣感到好奇，這問題讓智世欲言又止，並讓艾利亞斯有了前所未有的感受。回到家後，智世感嘆希望能早點遇到艾利亞斯，而艾利亞斯也保證能治癒她並和她共度數十年。 |                                                                 |            |            |                            | |                |
| 7 | 一語成讖 Talk of the devil, and he is sure to appear.           | 高羽彩     | 佐野隆史   | 河原龍太                   | 橫田匡史、高部光章 | 11月18日       |
| 殺死蜜娜的魔法使卡達飛爾斯指責連富烈德先前的失敗，表示他若再次失敗，就要拿雅麗絲當實驗材料。艾利亞斯被要求調查附近墓地的守墓犬是否會造成危害，他給智世一枚能抑制魔力產生的戒指。他們在墓地發現一具被殺的少女屍體，智世遭非人生物襲擊，一位守墓犬化成的青年尤里西救了她，之後尤里西因傷倒下。雅麗絲企圖奪走守墓犬，智世在制伏她後，從她口中得知卡達飛爾斯想把尤里西做成奇美拉。雅麗絲請艾利亞斯對付卡達飛爾斯，因為他讓連富烈德斷了一臂、而他創造的奇美拉殺死了墓地旁的少女伊莎貝爾。艾利亞斯認為教會遲早會提出同樣的委託，便答應此事。卡達飛爾斯從遠處突襲，把智世擊倒在地。                     |                                                                 |            |            |                            | |                |
| 8 | 勿惹是非 Let sleeping dogs lie.                                 | 高羽彩     | 佐野隆史   | 河井優美                   | 手塚響平、湯本佳典 田中耕平、井川麗奈 | 11月25日       |
| 艾利亞斯化為原形，攻擊卡達飛爾斯製造的螳螂奇美拉，智世清醒後連忙上前阻止，連富烈德出現並槍殺卡達飛爾斯，但卡達飛爾斯復活並召喚蜘蛛奇美拉。智世召喚出食蛛鹰蜂意圖攻擊蜘蛛，但艾利亞斯表示不得使用改變自然法則的魔法。他們突然被威爾沃威斯普傳送到他處。威爾沃威斯普要尤里西別再固執，在尤里西終於承認自己的飼主伊莎貝爾已死後，他請求智世成為自己的新主人。卡達飛爾斯再次出現，其手臂被雅麗絲打斷。在智世答應，並將他取名為路茲後，路茲摧毀了奇美拉，而卡達飛爾斯也暫時撤退，並透露自己已在進行讓自己永生不朽的實驗。威爾沃威斯普引導奇美拉體內的靈魂，讓祂前往來世。                             |                                                                 |            |            |                            | |                |
| 9 | 一意孤行 None so deaf as those who will not hear.               | 高羽彩     | 長沼範裕   | 金森陽子                   | 橫田匡史、西畑亞由美、佐藤誠之 | 12月2日        |
| 自卡達飛爾斯的事件後，艾利亞斯一直在臥室內閉門不出。西魯基請智世和路茲出門散心，他們在路上遇見安潔莉卡，安潔莉卡發現智世有依戀艾利亞斯的傾向，而智世也意識到她所言為是。智世進到艾利亞斯的房間，發現他無法使自己維持在人形的狀態，便陪他度過一夜，但次日早上卻不見他的蹤跡。在尋找他的過程中，智世遇見被吸血妖精蓮南希依附的耆老喬伊，智世認為蓮南希愛著喬伊，但蓮南希堅決否認。智世和路茲在森林裡發現艾利亞斯，並對艾利亞斯有所隱瞞表現出不悅，艾利亞斯承諾在準備好後會告訴她真相。 |                                                                 |            |            |                            | |                |
| 10 | 白首窮經 We live and learn.                                     | 高羽彩     | 中村孝     | 北井嘉樹                   | 長谷川早紀、高部光章 | 12月9日        |
| 在林德爾邀請下，智世前往龍之國，用納文化成的樹的枝條製作魔杖。在智世離開後的夜晚，艾利亞斯感到安靜而冷清。艾利亞斯透過一隻魔法信使鳥與學院管理局的阿道夫·斯特勞德談論智世的未來，連富烈德從旁聲稱，智世若繼續和艾利亞斯生活會成為廢人。而在龍之國，林德爾說起自己和艾利亞斯在數百年前初次相遇的經過，他把不知道自己身分、只記得一片紅色景象的艾利亞斯帶到師父喇合那裡。喇合也無法辨認他的身分，便將他命名為艾利亞斯，要林德爾收他為徒。 |                                                                 |            |            |                            | |                |
| 11 | 戀人們總是趕在時鐘之前 Lovers ever run before the clock.        | 高羽彩     | 中村孝     | 二宮壯史                   | 高部光章、井川麗奈 | 12月16日       |
| 林德爾繼續講述回憶，他表示艾利亞斯的學習速度很快，但難以理解人類，還曾差點殺死幾個攻擊林德爾的村民。艾利亞斯向林德爾表示自己可能吃過人，儘管得知此事，智世也表示自己不怕艾利亞斯。林德爾建議她親口對艾利亞斯說，並讓她自己刻魔杖。入夜後，林德爾施展魔法，以美妙的歌聲讓百花綻放。智世不小心對湖面施展咒語，使她可以透過湖面看到艾利亞斯。艾利亞斯表達了智世離家後感受到的冰冷，而智世也表示會在魔杖完成後返家，林德爾感覺自己就像兩個孩子的父親。西魯基埋了信使鳥，暗示艾利亞斯在被連富烈德警告後殺死了這隻鳥。                                                                                 |                                                                 |            |            |                            | |                |
| 12 | 不恥下問 Better to ask the way than go astray.                  | 高羽彩     | 長沼範裕   | 長沼範裕                   | 井川麗奈、高部光章、手塚響平 | 12月23日       |
| 智世的魔杖即將完成，林德爾將吸收日月精華的寶石嵌在魔杖上，並詠唱魔咒，將魔杖和智世的頭髮結合。智世舉起魔杖後遇到納文的意志，她表示自己變得害怕被艾利亞斯拋棄，而納文則感謝智世的母親當初沒有殺死智世，才能讓許多生靈受到智世的幫助。智世回到現實後，表示自己有許多話想對艾利亞斯訴說，並施展咒語化身為火鳥，飛回艾利亞斯的懷抱。艾利亞斯感到很高興，但智世還來不及說話，就因為使用魔法而睡著了。智世難得夢見和父母的美好回憶，在起床後，她的心情豁然開朗。 |                                                                 |            |            |                            | |                |
| 13 | 敝帚自珍 East, west, home's best.                               | 高羽彩     | 遠藤廣隆   | 板庇迪 西島圭祐            | 湯本佳典、西畑亞由美、長谷川早紀 | 2018年 1月6日  |
| 智世透露自己知道艾利亞斯有吃人的衝動，艾利亞斯打算消除她的記憶，但智世阻止了他。智世表示如今艾利亞斯是自己唯一的家人，因此不能失去任何與之相關的記憶。艾利亞斯提到自己在智世離開的期間感到寒冷，智世告訴他這種情緒是「寂寞」，並表示會教他更多關於人類的事。某夜，艾利亞斯的熟人灰眼造訪宅邸，他聲稱智世的祖先捕捉了自己的族人，並給智世一個「禮物」──他以獸皮包覆智世，將她變成一隻狐狸。 |                                                                 |            |            |                            | |                |
| 14 | 一見鍾情 Looks breed love.                                      | 高羽彩     | 金森陽子   | 金森陽子                   | 西畑亞由美、佐藤誠之、井川麗奈 長谷川早紀、湯本佳典、高部光章 南東壽幸、田中耕平 | 1月13日        |
| 智世拔腿奔向森林，艾利亞斯追了上去，表示若她離開會感到寂寞，智世也有同感，並變回人類、與艾利亞斯一起返家。夜裡，蓮南希向智世呼救，表示喬伊昏睡不醒，艾利亞斯表示他的生命在不知不覺間被蓮南希消耗殆盡，並僅剩一週可活。喬伊最後一個願望是和曾在花園裡遇見的紅眼女郎再見一次。智世獨力調製了能讓喬伊看見蓮南希的禁藥，並在五日後勉強完成藥水。蓮南希對喬伊使用了藥水，喬伊表示和蓮南希相遇，使自己能在喪妻之後還有動力繼續活下去，並表示很高興自己能將餘命獻給蓮南希。在喬伊消逝後，蓮南希決定留在喬伊的花園內，以免再傷害他人。奧布朗沒收了其餘的禁藥，智世用於限制魔力的戒指碎裂，隨後口吐鮮血。 |                                                                 |            |            |                            | |                |
| 15 | 無處比家好 There is no place like home.                         | 高羽彩     | 中村孝     | 河原龍太                   | 橫田匡史、手塚響平、阿比留隆彥 | 1月20日        |
| 奧布朗和艾利亞斯把智世帶到妖精國，讓她在那裡接受妖精醫師夏農治療。媞坦妮亞建議艾利亞斯讓智世住在妖精之國，而艾利亞斯表示尊重智世的自主意願，並拒絕媞坦妮亞的提案。夏農告訴智世，長住於此會讓她變成非人之物，之後以激烈手段治癒了智世。在艾利亞斯和智世外出期間，西魯基的情緒越來越不安定，她回想起自己的過去。她是屬於某個人類家庭的報喪女妖，在家庭成員全死後失去目標，守寶妖精指引她新的方向，將她變成西魯基，並讓她住進現在屬於艾利亞斯的宅邸中。 |                                                                 |            |            |                            | |                |
| 16 | 善惡有報 God's mill grinds slow but sure.                       | 高羽彩     | 出合小都美 | 秋山宏                     | 湯本佳典、長谷川早紀、高部光章 立川聖治、南東壽幸、橫田匡史 佐藤誠之 | 1月27日        |
| 耶魯節前夕，智世和艾利亞斯按照習俗，在槲寄生下接吻，艾利亞斯表示這讓他背脊發癢。智世和雅麗絲外出挑選耶誕禮物，兩人被雅麗絲以前一起販毒和嗑藥的同伴搭訕，在擺脫他們後，雅麗絲道出自己的過去。她表示自己兒時就被迫沾染毒癮，直到連富烈德收她為徒。某次連富烈德為了救她而受傷，而雅麗絲也因此發誓要守護他。智世回家後送艾利亞斯一條波洛領帶，艾利亞斯回送了親手製作的泰迪熊，並將安潔莉卡、賽門、林德爾等人的禮物轉交給她。 |                                                                 |            |            |                            | |                |
| 17 | 三思而行 Look before you leap.                                  | 高羽彩     | 佐野隆史   | 谷澤篤金                   | 井川麗奈、伊藤香奈、西畑亞由美 田中耕平、南東壽幸 | 2月3日         |
| 泰迪熊在吸收智世的魔力後長出水晶花。安潔莉卡送智世的禮物是魔法手鐲，能用於抑制魔力的製造與吸收。在外出時，名為史黛拉的女孩請智世幫忙找她失蹤的弟弟伊森，而史黛拉的家人的記憶中並沒有伊森。智世以水晶花換取情報，得知灰眼拐走了伊森。在灰眼提醒後，史黛拉意識到伊森的離去是自己造成的。灰眼把伊森和艾利亞斯囚禁在另一處。智世以獸皮化身為熊，嗅出了艾利亞斯的位置並找到他和伊森。伊森和史黛拉和解，而伊森家人的記憶也恢復了，灰眼取走智世給史黛拉的水晶花便離開了。 |                                                                 |            |            |                            | |                |
| 18 | 既往不咎 Forgive and forget.                                    | 高羽彩     | 佐野隆史   | 荒井省吾                   | 立川聖治、橫田匡史、手塚響平 南東壽幸、西畑亞由美、井川麗奈 伊藤香奈 | 2月10日        |
| 史黛拉帶著自製點心來拜訪智世，作為先前的回報。艾利亞斯受此影響而離家，智世追上後反而被艾利亞斯困住，她擔心會被艾利亞斯吃掉，便向路茲求救。路茲找到智世後，智世解釋艾利亞斯的行為可能出於忌妒，並以自己的性命為要脅，逼艾利亞斯放開自己。艾利亞斯坦承自己害怕智世會離開，智世原諒了他，並唱了首搖籃曲，和他共枕而眠。但她卻無意間施展了咒語，讓艾利亞斯昏睡不醒，之後智世用藥讓他清醒。另一方面，卡達飛爾斯擄走一頭雛龍。 |                                                                 |            |            |                            | |                |
| 19 | 慌不擇路 Any port in a storm.                                   | 高羽彩     | 中村孝     | 左藤洋二 平向智子          | 西畑亞由美、高部光章、長谷川早紀 立川聖治、橫田匡史、手塚響平 南東壽幸、湯本佳典 伊藤香奈、井川麗奈                                                                                                   | 2月17日        |
| 卡達飛爾斯以手術改造龍。智世在夢中到了倫敦，遇見痛苦不堪、自稱約瑟夫的卡達飛爾斯，智世驚醒後認為這不是夢。多位魔術師前來請艾利亞斯協助處理盜獵雛龍事件，並判斷龍會成為拍賣會的商品。他們打算在拍賣會上買龍，智世在競標過程中與某位女性達成秘密協議。在即將得標時，龍因為手術影響而變成奇美拉，掙脫牢籠並口吐烈焰。 |                                                                 |            |            |                            | |                |
| 20 | 禍福相依 You can't make an omelet without breaking a few eggs.  | 高羽彩     | 中村孝     | 板庇迪                     | 湯本佳典、井川麗奈、佐藤誠之 伊藤香奈、橫田匡史、高部光章 長谷川早紀、南東壽幸 | 2月24日        |
| 為了消除龍的痛苦，智世解開手鐲並吸收龍身上的黑暗魔法，之後她和龍一起掉進河裡。在智世清醒後，她發現左臂發生異變並包著繃帶。林德爾解釋原因是詛咒，而智世的身體遲早會崩潰。夏農建議智世待在妖精之國接受治療，智世表示會再思量，並在之後與艾利亞斯討論自己離開後彼此該如何前進。和智世在拍賣會上達成協議的瑪莉艾爾登門拜訪，表示可以提供治療方法，前提是智世必須成為魔女並加入巫會組織，她還警告艾利亞斯，表示智世活不過下個春天。 |                                                                 |            |            |                            | |                |
| 21 | 鋌而走險 Necessity has no law.                                  | 高羽彩     | 出合小都美 | 河原龍太                   | 手塚響平、立川聖治、長谷川早紀 湯本佳典、井川麗奈、高部光章 南東壽幸、伊藤香奈 | 3月3日         |
| 智世和艾利亞斯參加巫會的集會，但並未和司祭費利斯達成共識。在他們離開時，瑪莉艾爾暗中捎信給艾利亞斯，暗示若要拯救生命就必須犧牲。艾利亞斯打算犧牲史黛拉的性命，他把智世弄昏並準備對史黛拉施法，但史黛拉的身體被卡達飛爾斯竊據，卡達飛爾斯祝賀艾利亞斯成了怪物。智世清醒後質問艾利亞斯，並在艾利亞斯坦承後揍了他一拳。卡達飛爾斯向智世提出交易，表示會交還史黛拉並提供解除詛咒的方法。智世取下艾利亞斯給的項鍊，並和卡達飛爾斯一起傳送離開。 |                                                                 |            |            |                            | |                |
| 22 | 天道酬勤 As you sow, so shall you reap.                         | 高羽彩     | 篠原俊哉   | 金森陽子                   | 西畑亞由美、橫田匡史、佐藤誠之 湯本佳典、井川麗奈、南東壽幸 立川聖治、伊藤香奈 | 3月10日        |
| 智世在實驗室醒來，卡達飛爾斯解釋自己的計劃是交換兩人的左臂，並先以交換左眼做為實驗。在卡達飛爾斯取得智世的左眼後，他得以進入智世的腦海。智世的父親拋妻棄女，帶著弟弟離去，而她的母親也企圖殺死她，並在失敗後跳樓自盡，智世揮別母親造成的陰影。卡達飛爾斯分離出的意識碎片進入智世的意識，並表示自己能與詛咒抗衡，智世則實現他的願望作為回報。 |                                                                 |            |            |                            | |                |
| 23 | 無所求則無所獲 Nothing seek, nothing find.                      | 高羽彩     | 牧原亮太郎 | 佐藤洋二 平向智子          | 手塚響平、高部光章、西畑步美 橫田匡史、長谷川早紀、湯本佳典 南東壽幸、立川聖治、阿比留隆彥 | 3月17日        |
| 奧布朗和媞坦妮亞表示可以提供艾利亞斯協助，條件是必須一起在妖精之國生活，艾利亞斯知道智世不是願意被束縛在該處的人，便予以回絕。媞坦妮亞和艾利亞斯施法找到智世的位置，費利斯認為瑪莉艾爾應該解決自己造成的麻煩。智世清醒後以相同的方式窺看卡達飛爾斯的記憶，得知他對耶穌扔了石頭，受到懲罰並因此永生，之後和擔任掘墓人員的約瑟夫融合。卡達飛爾斯攻擊智世，艾利亞斯等人及時出現並與之抗衡，而智世則追上了撤退的卡達飛爾斯。 |                                                                 |            |            |                            | |                |
| 24 | 將心比心 Live and let live.                                     | 高羽彩     | 長沼範裕   | 長沼範裕                   | 井川麗奈、伊藤香奈、長谷川早紀 西畑亞由美、橫田匡史、高部光章 湯本佳典 | 3月24日        |
| 智世和卡達飛爾斯爭論著彼此所受的痛苦的方式，在智世出手攻擊時，灰眼為卡達飛爾斯助陣，隨後艾利亞斯等人趕到，在擊敗灰眼之後困住卡達飛爾斯，智世取回眼睛後，以搖籃曲結束他的痛苦。智世從詛咒中倖存，並原諒艾利亞斯所做的一切，兩人也對未來達成共識。生活回歸正常後，卡達飛爾斯被智世關在某個可讓他安眠的地方，而倖存的灰眼則對此感到無趣。智世從安潔莉卡和史黛拉那裏收到生日禮物，艾利亞斯在森林裡穿著婚紗的智世，她將戒指戴在艾利亞斯的左手，兩人承諾會廝守一生。 |                                                                 |            |            |                            | |                |
| 第二季 |                                                                 |            |            |                            | |                |
| 1 | 將心比心 II Live and let live. II                               | 高羽彩     | 寺澤和晃   | 寺澤和晃                   | 德岡紘平、渚美帆、渡部由紀子 | 2023年 4月6日  |
| 在阿道夫建議下，智世進入魔法學院就讀，艾利亞斯也以講師身分進入學院。阿道夫介紹了學院各處設施和成員，而智世也結識宿舍室友露西。 |                                                                 |            |            |                            | |                |
| 2 | 物以類聚 I Birds of a feather flock together. I                 | 米內山陽子 | 遠藤徹哉   | 遠藤徹哉                   | 寺尾洋之、前田義宏、中村佑美子 | 4月13日        |
| 智世幫助了昏倒在地的學生菲洛美拉，並給她茶和香包。在艾利亞斯的魔法課上，學生們見識到魔法的可怕，使不少人打退堂鼓。課後，同學李安請智世教自己魔法。 |                                                                 |            |            |                            | |                |
| 3 | 物以類聚 II Birds of a feather flock together. II               | 西中千晶   | 森田亞郎   | 森田亞郎                   | 渚美帆、渡部由紀子 | 4月20日        |
| 威爾沃威斯普斷言李安沒有成為魔法使的資質。在餐廳內，智世和同學進行自我介紹。萬聖節將至，智世和艾利亞斯一同採收南瓜。在史黛拉來找智世玩時，艾利亞斯產生了難以名狀的異樣感。 |                                                                 |            |            |                            | |                |
| 4 | 人不可貌相 The cowl does not make the monk.                     | 高羽彩     | 越田知明   | 越田知明                   | 工藤利春、山本無以 | 4月27日        |
| 喇合召智世與自己見面，談及艾利亞斯師事自己的過往，智世表示艾利亞斯已經學習不少人類的情感，並對喇合表示感謝。某日艾利亞斯和智世想透過密道進入學院，並學會如何和看門者打交道。 |                                                                 |            |            |                            | |                |
| 5 | 第一印象最為深刻 First impressions are the most lasting.        | 米內山陽子 | 平川哲生   | 平川哲生                   | 渚美帆、井嶋子 前田義弘、鹽川貴史 | 5月4日         |
| 智世注意到同學埃比在迴避自己，在她試圖向埃比詢問此事時，露西強行摘下埃比的耳罩，這導致原本藉著耳罩壓抑能力的埃比發揮戈爾貢血統的天賦，頭髮全化成了蛇。智世和同學們追上埃比並讓他戴回耳罩，埃比解釋了自己的過去，而智世也說明自身狀況。後來眾人發現菲洛美拉在偷聽，李安以魔法契約讓眾人都無法洩密。 |                                                                 |            |            |                            | |                |
| 6 | 大丈夫能屈能伸 Better bend than break.                          | 米內山陽子 | 遠藤徹哉   | 玉川陽莉                   | 渡部由紀子、渚美帆、高野 西原沙紀、室井祥子、井嶋子 福田裕樹 | 5月11日        |
| 雅麗絲聽到連富烈德與艾利亞斯的談話，得知連富烈德把自己視為女兒，並對智世傾訴此煩惱。智世問起艾利亞斯如何看待與自己的關係，艾利亞斯認為兩人既是師徒也是夫妻，而智世認為不必拘泥於名相，只要兩人常伴就很開心。 |                                                                 |            |            |                            | |                |
| 7 | 穩紮穩打I Slow and sure. I                                      | 高羽彩     | 越田知明   | 越田知明                   | 工藤利春、渡部由紀子、 渚美帆、西原沙紀、佐佐木綾 中村佑美子、佐藤誠之 | 5月18日        |
| 李安回憶起自己幼時和菲洛美拉快樂玩耍的情景。在體育課時，艾利亞斯看著智世與同學愉快相處，阿道夫提到自己在德國德勒斯登的故居，自從它毀於二戰後就再也沒回去過。薇洛妮卡建議菲洛美拉多交朋友，但菲洛美拉懷疑其動機，她突然被家人傳喚並趕回老家。菲洛美拉的母親為了奪取繼承權而機關算盡，使菲洛美拉遭家族嘲弄，她問阿爾庫俄涅自己為何會被智世發現在臥底，阿爾庫俄涅認為可能是智世察覺魔力的氣味。菲洛美拉受到祖母的斥責和虐待。阿道夫注意到連富烈德對雅麗絲感到不安。學生們參加校外露營，智世在那裏被一個紫色眼睛的生物盯上了。                                                                       |                                                                 |            |            |                            | |                |
| 8 | 穩紮穩打II Slow and sure. II                                    | 西中千晶   | 森邦宏     | 森邦宏                     | 豆塚香、宮西多麻子、耳浦朋彰 | 5月25日        |
| 雖然智世沒讓艾利亞斯與自己同行，但艾利亞斯還是讓自己的分身跟著智世。智世發現一頭水馬。晚上，智世、路茲和艾利亞斯的分身發現露西的魔力被吸乾了。紫色眼睛生物的真實身分是具危險性的海妖馬，智世一行人逃到河的對岸，怕淡水的海妖馬無法靠近，艾利亞斯的分身召喚水馬，讓牠擊退了海妖馬。海妖馬企圖淹死智世，智世的左手化身龍臂並殺死海妖馬。水馬打算偷偷吃掉智世做為報酬，但被李安用鐵斧逼走。智世切下自己的頭髮做為報酬，回到營地後，智世意識到若艾利亞斯不在，自已幾乎無能為力。 |                                                                 |            |            |                            | |                |
| 9 | 顧慮使人變成懦夫I Conscience does make cowards of us all. I     | 高羽彩     | 越田知明   | 越田知明                   | 渚美帆、山本無以、井嶋子 佐佐木綾、高野、佐藤誠之 金榮 | 6月1日         |
| 智世向卡達飛爾斯討教有關詛咒之事。露西的哥哥塞斯前來探望昏迷的露西，但露西清醒後對他並不友善。禁書保管庫發現一本禁書遭到掉包，學院做好了會發生危機的準備，並推斷韋伯斯特家族可能涉及此事。研究聲音魔術的西緬對艾利亞斯很感興趣，主動與他接觸，隨後便遭到偷襲，與此同時，塞斯的護衛也遭到襲擊。 |                                                                 |            |            |                            | |                |
| 10 | 顧慮使人變成懦夫II Conscience does make cowards of us all. II   | 西中千晶   | 保田光希   | 高橋幸雄                   | 田中穰志、水子、阿形大輔 川森昇、RadPlus studioEverGreen、 tripleA、阿比留隆彥、渚美帆 | 6月8日         |
| 艾利亞斯救了西緬，並在托里的建議下試著和他交朋友，瑪莉艾爾推斷托里遇襲的原因，是某人使用禁書暗中奪取他人的魔力。塞斯、露西和智世遇襲，智世帶露西逃入密道，利用看門者擊退襲擊者。塞斯想起自己因為不會魔術而被迫離家、之後家族遇襲的往事，表示露西懷疑自己憎恨露西奪走繼承人之位才派人滅門。露西稱自己欠智世人情，之後她突然昏了過去。 |                                                                 |            |            |                            | |                |
| 11 | 小漏洞能沉大船I A small leak will sink a great ship. I          | 米內山陽子 | 越田知明   | 越田知明                   | 工藤利春、KIM YOUNG、田中沙希 本城惠一朗、西原沙紀、山本無以 辻村幸輝、阿比留隆彥、井上修一 | 6月15日        |
| 智世給菲洛美拉的香袋的香味消褪了，她便換上新的香料，並約好下次一起製作。智世對艾利亞斯將西緬視為朋友感到詫異。在符文課中，智世對字母「索爾」感興趣，其含義為荊棘，對人類而言是危險的。佐伊探望露西，露西要求撫摸他的蛇髮，而此舉在蛇髮族中非常親密。智世走密道並償還了先前欠看門者的賄賂，但半人馬郵差勸她莫太天真。萬聖節後，智世一行人前往廢棄塔打工，以代替受傷的露西，該處囤積人著各種因施法失敗而產生的廢棄物，卻也是蘊藏資源的寶庫。智世等人遇見法比歐和菲洛美拉，另一方面，學院長收到菲洛美拉的祖母寄來的信，信中表示菲洛美拉將自行申起退學。                                             |                                                                 |            |            |                            | |                |
| 12 | 小漏洞能沉大船II A small leak will sink a great ship. II        | 米內山陽子 | 平川哲生   | 高田恭輔                   | 工藤利春、井嶋子、山本無以 阿比留隆彥、佐藤誠之、西原沙紀 渡部由紀子、辻村幸輝 井上修一、渚美帆 | 6月22日        |
| 法比歐向成員展示某種植物，但佐伊和艾薩克看不見這植物，菲洛美拉對於透露為何其它人得以見到此植物感到猶豫，也不願回答自己仍害怕祖母的原因。在採集過程中，佐伊遇見住在塔內的危險魔法師，不過順利逃脫。法比歐透露自己的真實身分是被縫在塔內的魔法師，並聲稱智世也是個怪物，因為只有曾殺過人的人才能看見該植物。莉茲貝絲帶隊進入塔內確保學生安全撤退。塞斯發現露西在哭，之後兩人道歉並化解僵局。菲洛美拉的祖母派遣貓頭鷹使者傳遞要讓菲洛美拉退學的訊息，這激怒了智世的友人。其後學院長下令封鎖學院，摧毀貓頭鷹使者。                                                                                   |                                                                 |            |            |                            | |                |
| 13 | 不入虎穴，焉得虎子I Nothing venture, nothing have.Ⅰ             | 高羽彩     | 平川哲生   | 森田亞郎                   | 德岡紘平、渚美帆、山本無以 、工藤利春 本城惠一朗、西原沙紀、小泉寬之 | 10月5日        |
| 學院的襲擊事件頻傳，校長決定在物理上及魔術上封鎖學院，這代表外部的人無法進入，老師和學生們也無法出去。 |                                                                 |            |            |                            | |                |
| 14 | 不入虎穴，焉得虎子II Nothing venture, nothing have.ⅠI           | 高羽彩     | 越田知明   | 越田知明                   | 阿比留隆彥、井島惠子、田中沙希 西原沙紀、佐佐木綾、渚美帆 、小泉寬之 LEE EUN-YOUNG | 10月12日       |
| 學院封鎖之後，智世和同學們的相處更加密切，讓她更關心菲洛美拉的身心狀況。另一方面，學院校長雇用兩名魔女，去尋找失蹤的魔術書。 |                                                                 |            |            |                            | |                |
| 15 | 形勢所迫，不得不為I Needs must when the devil drives.Ⅰ          | 米內山陽子 | 金澤洪充   | 左藤洋二                   | 渚美帆、耳浦朋彰、藤岡三德 | 10月19日       |
| 學院封鎖後學生們，就只能待在學院裡讀書，不過有人想到了一種遊戲，讓大家轉換心情，然而進行時，李安又對菲洛美拉的態度十分不滿。 |                                                                 |            |            |                            | |                |
| 16 | 形勢所迫，不得不為II Needs must when the devil drives.ⅠI        | 高橋明峰   | 守泰佑     | 守泰佑                     | 工藤利春、井嶋子、渚美帆 西原沙紀、LEE EUN-YOUNG LEE SUNG-JIN、JO KANG | 10月26日       |
| 在紫羅蘭的主導下，學院裡的幾個學生來參加試膽大會，他們要到七個有傳出靈異故事的地點蓋章後，就到終點的天文台。 |                                                                 |            |            |                            | |                |
| 17 | 花開堪折直須折 Gather ye rosebuds while ye may.                 | 西中千晶   | 頂真司     | 色部美穗                   | 阿比留隆彥、山本無以、田中沙希 小泉寬之、LEE EUN-YOUNG LEE SUNG-JIN、JO KANG | 11月2日        |
| 最近送往醫護室的學生劇增，校長不得不公告有犯人偷走禁書、襲擊學生之事，但是現階段仍然沒抓到犯人，因此學生們感到焦慮和不安。 |                                                                 |            |            |                            | |                |
| 18 | 未來之事，必有徵兆 Coming events cast their shadows before.     | 高羽彩     | 越田知明   | 越田知明                   | 佐佐木綾、渚美帆、工藤利春 井島惠子、杉山友美、山本亮友 、 、星河動畫 RadPlus、上海KADU | 11月9日        |
| 校長宣佈學院繼續封鎖，這表示師生們必須在學院過聖誕節。 |                                                                 |            |            |                            | |                |
| 19 | 人的絕境是神的良機 Man's extremity is God's opportunity.        | 米內山陽子 | 森田亞郎   | 森田亞郎                   | 阿比留隆彥、山本無以、田中沙希 小泉寬之、渚美帆、吉田徹 LEE EUN-YOUNG、JO KANG、葛歡 、RadPlus | 11月16日       |
| 偷魔術書、吸取大家魔力的犯人，唯一要求是開放學院讓他離開，智世擔心對方會因此崩壞，急著追上去。雖然校長阻擋，但艾利亞斯支持智世並和她一起離開。 |                                                                 |            |            |                            | |                |
| 20 | 狗急跳牆 Even a worm will turn.                                 | 高橋明峰   | 頂真司     | 玉川陽莉                   | 奧山鈴奈、駿、杉山友美 工藤利春、LEE EUN-YOUNG LEE SUNG-JIN、覃啟若 周俊傑、星河動畫 | 11月23日       |
| 阿爾庫俄涅回想起菲洛美拉的父母、以及她年幼時的往事；另一方面，智世為了去宅邸救人，不惜召喚神靈進行一場腥風血雨的殺戮戰爭。 |                                                                 |            |            |                            | |                |
| 21 | 一朝被蛇咬，十年怕草繩 A burnt child dreads the fire.           | 西中千晶   | 頂真司     | 越田知明                   | 阿比留隆彥、山本無以、渡邊亞彩美 佐佐木睦美、葛歡 LEE EUN-YOUNG、LEE SUNG-JIN | 11月30日       |
| 在佐伊擋下人狼的阻擋後，智世一行人到達菲洛美拉所在之處，但是阿爾庫俄涅只允許智世、艾薩克和露西三個孩子上去找她，菲洛美拉在攻擊智世後，記憶的片段四處分散。 |                                                                 |            |            |                            | |                |
| 22 | 多行不義必自斃 Give a thief enough rope and he'll hang himself. | 高羽彩     | 頂真司     | 山本陽介 森田亞郎 寺澤和晃 | 工藤利春、井島惠子、田中沙希 駿、EVAKOI、杉山友美 西原沙希、豆塚明日香、藤岡三德 LEE EUN-YOUNG、LEE SUNG-JIN 杭州神在動畫、星河動畫                                                                   | 12月7日        |
| 菲洛美拉的祖母莉茲貝絲想要把她當作祭品，利用她收集的魔力和繼承的血脈來召喚回自己的兒子，也就是菲洛美拉的父親亞當。 |                                                                 |            |            |                            | |                |
| 23 | 兩害相權取其輕 Of two evils choose the less.                    | 米內山陽子 | 村田和也   | 渚美帆                     | 德岡紘平、阿比留隆彥、辻村幸輝 寺尾洋之、本城惠一朗、山本無以 井島惠子、工藤利春、田中沙希 渚美帆、覃啟若、周俊傑 歐文瑩俠、葉昌、LEE EUN-YOUNG LEE SUNG-JIN、葛歡、星河動畫                          | 12月14日       |
| 智世他們成功救回差點成為祭品的菲洛美拉，因此惹怒了她的祖母莉茲貝絲。然而它卻有出乎眾人意料之外的舉動，即使是女神也無法收拾，唯有人類之子才能結束這一切…。 |                                                                 |            |            |                            | |                |
| 24 | 戲還是要演下去I The show must go on.Ⅰ                           | 高羽彩     | 寺澤和晃   | 寺澤和晃 森田亞郎          | 德岡紘平、阿比留隆彥、杉山友美 山本無以、井島惠子、西原沙紀 佐佐木綾、田中沙希、中村佑美子 小泉寬之、川崎愛香、山本由美子 工藤利春、渚美帆、EVAKOI 覃啟若、歐文瑩俠、LEE EUN-YOUNG LEE SUNG-JIN、葛歡 | 12月21日       |
| 在菲洛美拉找到自我後，勇敢地反擊祖母莉茲貝絲，終於用她的力量帶大家回到原來的世界。 |                                                                 |            |            |                            | |                |

### OVA
| 前篇 | 長沼範裕 | 長沼範裕 | 井川麗奈、富田惠美、長谷川早紀、橫田匡史 | 2016年 9月9日  |
| 安潔莉卡寄了一堆書給艾利亞斯，智世憶起自己在日本的悲慘童年。兒時的她為了躲避非人生物而逃進森林裡的圖書館，圖書館裡的三浦理一很歡迎她。 |          |          |                                          |                |
| 中篇 | 長沼範裕 | 渡邊徹明 | 長谷川早紀、橫田匡史、山中正博、佐藤誠之 | 2017年 3月10日 |
| 智世很享受在圖書館裡的閱讀時光，儘管三浦提醒智世要記得把圖書館的門關上，但智世某次還是忘了關，導致非人生物闖入圖書館，並得以殺死三浦。 |          |          |                                          |                |
| 後篇 | 小林敦   | 小林敦   | 高部光章                                 | 9月9日         |
| 智世按照三浦的託付，把他手中的書交還給曾和三浦有過曖昧感情但因身分差距而無法成為伴侶的新倉真弓。                                       |          |          |                                          |                |

### 藍光版
| 卷數 | 發售日期       | 收錄話數      | 規格編號  |
| ---- | -------------- | ------------- | --------- |
| 1    | 2017年11月29日 | 第1話~第6話   | SHBR-0441 |
| 2    | 2018年3月21日  | 第7話~第12話  | SHBR-0442 |
| 3    | 2018年5月30日  | 第13話~第18話 | SHBR-0443 |
| 4    | 2018年7月25日  | 第19話~第24話 | SHBR-0444 |

### 播放電視台
日本深夜動畫：下文記載的日本国内播放時間使用日本標準時間（UTC+9）表示。因為部分時間标识會採用30小时制，因此請留意这类超过24:00的时间，其實際播放時間為翌日清晨。
| 播放日期                       | 播放時間                           | 播放電視台     | 播放地區   | 備註                    |
| ------------------------------ | ---------------------------------- | -------------- | ---------- | ----------------------- |
| 2017年10月8日 - 2018年3月25日  | 星期日 01:30 - 02:00（星期六深夜） | 東京都會電視台 | 東京都     |                         |
|                                | 星期日 03:38 - 04:08（星期六深夜） | 毎日放送       | 近畿廣域圏 | 『Anime Shower』第4部   |
|                                | 星期日 21:00 - 21:30（星期日晚上） | AT-X           | 日本全國   | CS放送 / 有重播節目     |
| 2017年10月10日 - 2018年3月27日 | 星期二 02:05 - 02:35（星期一深夜） | 愛知電視台     | 愛知縣     |                         |
| 2017年10月11日 - 2018年3月28日 | 星期三 23:00 - 23:30（星期三深夜） | 埼玉電視台     | 埼玉縣     |                         |
|                                |                                    | 千葉電視台     | 千葉縣     |                         |
| 2017年10月12日 - 2018年3月29日 | 星期四 01:00 - 01:30（星期三深夜） | 日本BS放送     | 日本全國   | BS放送 / 『ANIME+節目』 |
|                                | 星期四 02:26 - 02:56（星期三深夜） | TV北海道       | 北海道     | 作者的出身地            |

| 播放日期        | 播放時間                         | 播放電視台     | 播放地區       | 備註 |
| --------------- | -------------------------------- | -------------- | -------------- | ---- |
| 2023年4月6日 -  | 星期四 22:00 - 22:35             | 東京都會電視台 | 東京都         |      |
| 2023年4月7日 -  | 星期五 0:00 - 0:30（星期四深夜） | KBS京都        | 京都府         |      |
|                 | 星期五 0:30 - 1:00（星期四深夜） | SUN電視臺      | 兵庫縣         |      |
|                 | 星期五 23:00 - 23:30             | BS11           | 日本全國       |      |
|                 |                                  | AT-X           | 日本全國       |      |
| 2023年4月11日 - | 星期二 1:55 - 2:25（星期一深夜） | RSK山陽放送    | 岡山縣・香川縣 |      |
|                 | 星期二 1:56 - 2:26（星期一深夜） | 北海道放送     | 北海道         |      |
| 2023年4月13日 - | 星期四 0:30 - 1:00（星期三深夜） | 岐阜放送       | 岐阜縣         |      |
| 2023年4月20日 - | 星期四 1:18 - 1:48（星期三深夜） | 長崎文化放送   | 長崎縣         |      |

### 播放網路平台
日本深夜動畫：下文記載的日本国内播放時間使用日本標準時間（UTC+9）表示。因為部分時間标识會採用30小时制，因此請留意这类超过24:00的时间，其實際播放時間為翌日清晨。
| 網路播放日期                 | 網路播放時間               | 播放網路平台                           | 備註                          |
| ---------------------------- | -------------------------- | -------------------------------------- | ----------------------------- |
| 2017年10月8日－2018年3月25日 | 星期日 01:30 更新（UTC+8） | 巴哈姆特動畫瘋、bilibili、愛奇藝、KKTV | 繁體字幕                      |
| 2017年10月8日－2018年3月25日 | 星期日 01:30 更新（UTC+8） | Viu                                    | 繁體字幕                      |
| 2017年10月8日－2018年3月25日 | 星期日 01:30 更新（UTC+8） | 愛奇藝、優酷網                         | 簡體字幕，最新一話VIP會員觀看 |

## 備註

### 出處
1. ↑  . 日本亞馬遜.   [2016年5月1日] （日语）.
2. ↑  . 日本亞馬遜.   [2016年5月26日]. （原始内容存档于2022年5月6日） （日语）.
3. ↑  .   [2024-04-29]. （原始内容存档于2024-04-29）.
4. ↑  . BookLive!.   [2023-10-08]. （原始内容存档于2023-10-08）.
5. ↑  . BookLive!.   [2024-08-31]. （原始内容存档于2024-08-31）.
6. ↑  漫畫第4話
7. 1 2  . アニメイトTV. アニメイト. 2017-03-25  [2016-03-25]. （原始内容存档于2017-07-28） （日语）.
8. ↑  本作設定中，人類若長期待在妖精國度生活，將會導致外型變成半人類半動物的情況。
9. ↑  . MAG Garden Online Store.   [2015-01-12]. （原始内容存档于2020-10-21） （日语）.
10. ↑  . MAG Garden Online Store.   [2015-01-12]. （原始内容存档于2020-10-22） （日语）.
11. ↑  . MAG Garden Online Store.   [2017-06-15]. （原始内容存档于2020-12-02） （日语）.
12. ↑  . MAG Garden Online Store.   [2017-06-15]. （原始内容存档于2020-10-21） （日语）.
13. ↑  . MAG Garden Online Store.   [2017-06-15]. （原始内容存档于2017-06-01） （日语）.
14. ↑  . MAG Garden Online Store.   [2017-06-15]. （原始内容存档于2020-12-02） （日语）.
15. ↑  . MAG Garden Online Store.   [2017-06-15]. （原始内容存档于2020-10-30） （日语）.
16. ↑  . MAG Garden Online Store.   [2017-09-07]. （原始内容存档于2020-09-28） （日语）.
17. ↑  . アニメイトTV. アニメイト. 2016-03-10  [2016-03-10]. （原始内容存档于2016-04-05） （日语）.
18. ↑  . Comic Natalie.   [2021-03-10]. （原始内容存档于2021-04-23） （日语）.
19. ↑  . リスアニ！WEB. エムオン・エンタテインメント. 2017-08-19  [2017-08-19]. （原始内容存档于2020-10-20） （日语）.
20. ↑  魔法使的新娘於Twitter.    TVアニメ『魔法使いの嫁』（公式Twitter） - 2017年10月12日閲覧

## 外部連結
- 電視動畫「魔法使的新娘」官方網站 （页面存档备份，存于）（日語）
- 電視動畫「魔法使的新娘」官方的X（前Twitter）（日語）
- 電視動畫「魔法使的新娘」巴哈姆特動畫瘋正版播出專題 （页面存档备份，存于）（繁體中文）
- 「魔法使的新娘」原作官網 （页面存档备份，存于）（日語）
- http://comic.mag-garden.co.jp/blade/2781.html （页面存档备份，存于）（日語）
- 「魔法使的新娘」コミックグロウル頁面 （页面存档备份，存于）（日語）
- 「魔法使的新娘」コミックグロウル頁面 （页面存档备份，存于）（英文）
- 電視動畫「魔法使的新娘」原作公式的X（前Twitter）（日語）